# Coupe du monde féminine de basket-ball 2026
Navigation
Australie 2022 2030
La Coupe du monde féminine de basket-ball 2026 est la vingtième édition de la Coupe du monde féminine de basket-ball. Elle se déroule en Allemagne, à Berlin, du 4 au 13 septembre 2026.

## Préparation de l'événement

### Désignation du pays hôte
Les pays suivants ont manifesté leur intérêt pour l'organisation de la Coupe du monde,, :
- Argentine (San Luis)
- Brésil (Rio de Janeiro)
- Allemagne (Berlin)

Lors de la réunion de son Bureau central à Manille, aux Philippines, le 28 avril 2023, la FIBA a annoncé que l'Allemagne accueillerait la prochaine Coupe du monde en 2026. Il s'agira de la deuxième Coupe du monde organisée en Allemagne après celle de 1998.

### Lieux de compétition
Le tournoi se déroulera dans deux salles de la capitale allemande.
| Berlin            | Berlin              | Berlin |
| Arena Berlin      | Max-Schmeling-Halle | Berlin |
| Capacité : 14 500 | Capacité : 8 500    | Berlin |
|                   |                     | Berlin |

## Acteurs du tournoi

### Équipes qualifiées
L’Allemagne, en tant que pays organisateur, s’est automatiquement qualifiée pour le tournoi en avril 2023. Le vainqueur de chaque championnat continental se déroulant durant l’été 2025 se qualifiera pour la Coupe. Les autres meilleures équipes de chaque championnat continental participeront, elles, à un tournoi de qualification. Au total, ces tournois de qualification rassembleront 24 équipes, qui se disputeront les onze places restantes
| Nation     | Qualification                               | Qualification   | Apparitions | Apparitions | Apparitions | Apparitions | Meilleure performance | Classement FIBA | Classement FIBA |
| Nation     | En tant que                                 | Date            | 1re         | Dern.       | Nombre      | Conséc.     | Meilleure performance | Mondial         | Continental     |
| ---------- | ------------------------------------------- | --------------- | ----------- | ----------- | ----------- | ----------- | --------------------- | --------------- | --------------- |
| Allemagne  | Pays organisateur                           | 28 avril 2023   | 1998        | 1998        | 2           | 1           | 11e (1998)            | À venir         | À venir         |
| Belgique   | Vainqueur de l’EuroBasket 2025              | 29 juin 2025    | 2018        | 2022        | 3           | 3           | 4e (2018)             | À venir         | À venir         |
| États-Unis | Vainqueur de l’AmériCoupe 2025              | 6 juillet 2025  | 1953        | 2022        | 19          | 17          | Championnes (11 fois) | À venir         | À venir         |
| Australie  | Vainqueur de la Coupe d’Asie 2025           | 20 juillet 2025 | 1957        | 2022        | 17          | 16          | Championnes (2006)    | À venir         | À venir         |
| Nigeria    | Vainqueur de l’Afrobasket 2025              | 3 août 2025     | 2006        | 2018        | 3           | 1           | 8e (2018)             | À venir         | À venir         |
|            | Qualifiés lors des tournois de qualifcation |                 |             |             |             |             |                       | À venir         | À venir         |
|            |                                             |                 |             |             |             |             |                       | À venir         | À venir         |
|            |                                             |                 |             |             |             |             |                       | À venir         | À venir         |
|            |                                             |                 |             |             |             |             |                       | À venir         | À venir         |
|            |                                             |                 |             |             |             |             |                       | À venir         | À venir         |
|            |                                             |                 |             |             |             |             |                       | À venir         | À venir         |
|            |                                             |                 |             |             |             |             |                       | À venir         | À venir         |
|            |                                             |                 |             |             |             |             |                       | À venir         | À venir         |
|            |                                             |                 |             |             |             |             |                       | À venir         | À venir         |
|            |                                             |                 |             |             |             |             |                       | À venir         | À venir         |
|            |                                             |                 |             |             |             |             |                       | À venir         | À venir         |